# Osturňa
Osturňa (Hongaars: Osztornya) is een Slowaakse gemeente in de regio Prešov, en maakt deel uit van het district Kežmarok.
Osturňa telt 332 inwoners.